# Bathurst Region
Koordinaten: 33° 25′ S, 149° 34′ O

Die Bathurst Region ist ein lokales Verwaltungsgebiet (LGA) im australischen Bundesstaat New South Wales. Das Gebiet ist 3.820 km² groß und hat etwa 43.500 Einwohner.
Bathurst liegt in der Central-West-Region des Staats in den Central Tablelands etwa 200 km westlich der Metropole Sydney, der Hauptstadt von New South Wales. Das Gebiet umfasst 84 Ortsteile und Ortschaften: Abercrombie, Abercrombie River, Bathampton, Bathurst, South Bathurst, West Bathurst, Billywillinga, Brewongle, Bruinbun, Clear Creek, Colo, Copperhannia, Cow Flat, Curragh, Dunkeld, Evans Plains, Fitzgeralds Mount, Fitzgeralds Valley, Forest Grove, Fosters Valley, Freemantle, Gemalla, Georges Plains, Glanmire, Gormans Hill, Hill End, Kelso, Killongbutta, Kirkconnell, Laffing Waters, Limekilns, Llanarth, Locksley, Milkers Flat, Millah Murrah, Mitchell, Mount Panorama, Napoleon Reef, Orton Park, Paling Yards, Perthville, Raglan, Robin Hill, Rock Forest, Rockley Mount, Sallys Flat, Stewarts Mount, Tannas Mount, The Rocks, Trunkey Creek, Turondale, Walang, Wambool, Wattle Flat, Watton, White Rock, Wimbledon, Winburndale, Windradyne, Yarras, Yetholme und Teile von Arkell, Bald Ridge, Caloola, Charlton, Crudine, Duramana, Eglinton, Gowan, Meadow Flat, Mount Rankin, O’Connell, Peel, Rockley, Sofala, Sunny Corner, Tambaroora, Tarana, The Lagoon, Triangle Flat, Upper Turon, Vittoria, Wiagdon und Wisemans Creek. Der Sitz des Regional Councils befindet sich im Innenstadtbezirk der Stadt Bathurst im Zentrum der LGA, wo etwa 33.600 Einwohner leben.
Um Bathurst herum liegen einige ehemalige Goldgräberstädte, die heute nur noch Dörfer mit unter 100 Einwohnern sind. Sofala ist die älteste, heute noch existierende Goldgräbersiedlung Australiens, in der es auch heute noch Goldsucher gibt.
Weitere Sehenswürdigkeiten außerhalb der Stadt Bathurst sind die Abercrombie Caves, riesige natürliche Kalksteinhöhlen in der Nähe von Trunkey Creek. Eine Künstlertradition pflegt Hill End, seitdem sich dort Ende der 1940er um die bekannten australischen Maler Russell Drysdale und Donald Friend eine Künstlerkolonie gebildet hatte.

## Verwaltung
Der Bathurst Regional Council hat neun Mitglieder, die von den Bewohnern der LGA gewählt werden. Bathurst ist nicht in Bezirke untergliedert. Aus dem Kreis der Councillor rekrutiert sich auch der Mayor (Bürgermeister) des Councils.